# Igor Štiks
 (novembre 2017).
Si vous disposez d'ouvrages ou d'articles de référence ou si vous connaissez des sites web de qualité traitant du thème abordé ici, merci de compléter l'article en donnant les références utiles à sa vérifiabilité et en les liant à la section « Notes et références ».
Igor Štiks, né le 17 septembre 1977 à Sarajevo, est un philosophe et écrivain bosniaque et croate.

## Biographie
Igor Štiks est né à Sarajevo en 1977. Il a vécu à Sarajevo (jusqu'au 1992), puis Zagreb, Paris, Chicago, Édimbourg et Belgrade. Il vit à Belgrade avec son épouse Jelena Vasiljevic, chercheuse associée à l'Institut de philosophie et de théorie sociale de l'Université de Belgrade, et leur fils.
Il est également chercheur au College of Arts (École d'art d'Édimbourg).

## Œuvres

### Romans
- W, Fraktura, Zagreb, 2019
- Rezalište, 2017, traduit en anglais sous le titre The Cuts
- Elijahova stolica (La chaise d'Elijah), 2006, traduit en anglais en The Judgment of Richard Richter et en français sous le titre Le Serpent du destin, Galaade éditions, 2012, 500 pages,  (ISBN 978-23517-6138-0)
  - Ksaver Šandor Gjalski et Kiklop Awards, 2006
- Dvorac u Romagni, 2004, traduit en anglais sous le titre A Castle in Romagna (2005)
  - Prix Slavić du meilleur roman en Croatie en 2001

### Théâtre
- Adaptation théâtrale de Dvorac u Romagni, Grand Prix du Festival international de théâtre de Belgrade 2011
- Brašno u venama (Flour in the Veins), Fraktura, Zagreb, 2016
- Zrenjanin

### Poésie
- Povijest poplave (History of a Flood), Fraktura, Zagreb, 2008

### Autres
- Nations and Citizens in Yugoslavia and the Post-Yugoslav States: One Hundred Years of Citizenship, London: Bloomsbury Publishing, 2015.
- Pravo na pobunu: uvod u anatomiju gradjanske pobune (The Right to Rebellion: An Introduction to Anatomy of Civic Resistance, avec Srećko Horvat, Fraktura, Zagreb, 2010

## Récompense et distinction
- Chevalier des arts et des lettres (France)